# Лизимаха
Лизимаха (на старогръцки: Λυσιμάχη, Lysimache) в гръцката митология е дъщеря на
Абант и нимфата Кирена и така внучка на Мелампод. Според Антимах от Колофон тя е дъщеря на Керкион. Тя е сестра на Идмон.
Тя е съпруга на царя на Аргос Талай. Тя е майка на Пронакс, Партенопей, Адраст, Мекистей, Хипомедонт и Ерифила.
Друга Лизимаха е дъщеря на Приам, царят на Троя.